# سرطانات شبحية
السرطانات الشبحية (الاسم العلمي: Ocypodidae) هي فصيلة من الحيوانات تتبع رتبة عشريات الأرجل من طائفة لينات الدرقة.

## التصنيف
- السرطان سريع الأرجل
- السرطان الكماني